# Покровский монастырь (Завьялово)
Покро́вский монасты́рь в Завья́лово — мужской монастырь Русской православной церкви в Новосибирской епархии. Находится в селе Завьялово Искитимского района Новосибирской области.

## История
Монастырь был основан 17 июля 1997 года при храме Покрова Пресвятой Богородицы, который в том же году отметил своё 100-летие.
Церковь Покрова стоит в селе Завьялово на высоком берегу реки Каракан в 66 км к юго-западу от Искитима. Церковь строилась с 1882 по 1896 год на средства томского купца первой гильдии И. Т. Богомолова, занимавшегося продажей зерна и муки. Иван Терентьевич Богомолов и его супруга Анна Афанасьевна были захоронены около церкви. Храм был освящён 25 августа 1897 года епископом Томским Макарием (Невским). Храм каменный, на 500 человек. 
На конец XIX века при церкви было «земли пахотной и сенокосной — 53 десятин, лесного надела — 7 десятин». Прихожан обоего пола 4032 души. Церковь была расписана внутри и снаружи. Вокруг церкви — каменная ограда. В штате один священник и один псаломщик. Церковно-приходское попечительство существовало с 1900 года. В 1907 году была открыта церковно-приходская школа, в которой обучался 71 человек. Преподавал в школе местный псаломщик. Имелась церковная библиотека, в которой было свыше 600 книг. В 1903 году (год прославления во святых преподобного Серафима Саровского) при храме было открыто Серафимо-Завьяловское церковно-приходское братство воздержания от пьянства и сквернословия. 
В 1932 году храм закрыли и использовали под зернохранилище, сельскую избу-читальню и другие нужды. 
Храм является памятником архитектуры. Решением Новосибирского облисполкома № 53 от 16 февраля 1987 года объявлен памятником истории и культуры регионального значения.

## Подворья
- Приход во имя святого равноапостольного князя Владимира (село Бурмистрово, Искитимский район, Новосибирская область).

## Настоятели
- игумен Николай (Чашин) (1997—2010)
- игумен Лука (Волчков) (2010—2012)
- игумен Захария (Пономаренко) (2012—2023)
- епископ Леонид (Толмачёв) (с 2023 года)